# Ashtabula
Ashtabula és una població dels Estats Units a l'estat d'Ohio. Segons el cens del 2000 tenia 20.962 habitants.

## Demografia
Segons el cens del 2000, Ashtabula tenia 20.962 habitants, 8.435 habitatges, i 5.423 famílies. La densitat de població era de 1.072 habitants/km².
Dels 8.435 habitatges en un 32,6% hi vivien nens de menys de 18 anys, en un 41,9% hi vivien parelles casades, en un 17,4% dones solteres, i en un 35,7% no eren unitats familiars. En el 30,6% dels habitatges hi vivien persones soles el 13,3% de les quals corresponia a persones de 65 anys o més que vivien soles. El nombre mitjà de persones vivint en cada habitatge era de 2,45 i el nombre mitjà de persones que vivien en cada família era de 3,03.
Per edats la població es repartia de la següent manera: un 27,6% tenia menys de 18 anys, un 8,8% entre 18 i 24, un 28,1% entre 25 i 44, un 20,5% de 45 a 60 i un 15% 65 anys o més.
L'edat mediana era de 35 anys. Per cada 100 dones de 18 o més anys hi havia 83,3 homes.
La renda mediana per habitatge era de 27.354 $ i la renda mediana per família de 33.454 $. Els homes tenien una renda mediana de 28.436 $ mentre que les dones 22.490 $. La renda per capita de la població era de 14.034 $. Aproximadament el 17,8% de les famílies i el 21,4% de la població estaven per davall del llindar de pobresa.

## Poblacions més properes
El següent diagrama mostra les poblacions més properes.